# Hilda Sjölin

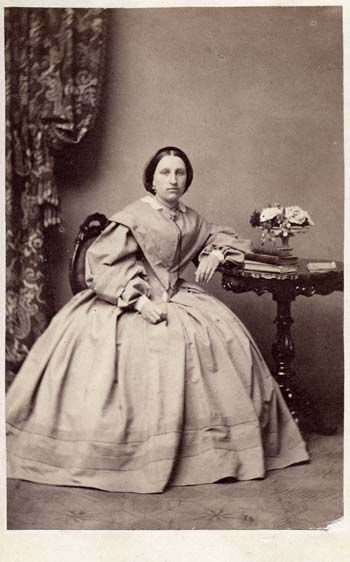
Retrat d’Ida Hultgren realitzat per Sjölin.

Hilda Sjölin (1837 – 1918) fou una fotògrafa sueca, una de les primeres dones conegudes com a fotògrafa professional al seu país.

## Biografia
Hilda Sjölin, primera de tres germanes, va créixer a Uppsala, una ciutat situada a 79 km al nord-oest d'Estocolm.
En poc temps, es va convertir en "competència o rival" de Christer Strömholm, un altre fotògraf de la ciutat. Van tenir certes disputes i desacords a causa que el seu contingut era del mateix nivell artístic i tractaven els mateixos temes.
Sjölin va guanyar fama pels seus paisatges de la ciutat sobre targeta i des de 1864 també va ser contractada com a fotògrafa de retrat. Va ser la primera fotògrafa a prendre imatges estereogràfiques d'Uppsala, en les quals es donen els primers efectes que simulaven el 3D, a causa de la seva mescla de dues imatges en tons vermells i blaus.
L'any 1873 va viatjar per tota Suècia al costat de la seva germana, aprenent els costums i hàbits dels ciutadans dels primers nuclis urbans suecs. En aquesta ruta itinerant va visitar ciutats com Estocolm, Göteborg, Lund i Helsingborg. D'aquest període en destaca la documentació de la vida en la Suècia del segle xix.
Hilda Sjölin va pertànyer a la generació de fotògrafes professionals precursores a Suècia després de Brita Sofia Hesselius coincidint amb el moment del començament de la seva activitat, Hedvig Södersström a Estocolm (1857), Emma Scherson a Goteborg i Wilhelmine Lagerholm a Örebro (1862), entre d'altres, esdevenint entre les primeres fotògrafes professionals de les seves respectives ciutats; durant la dècada de 1860, van ser contractades almenys 15 fotògrafes a Suècia, tres dels qui, Rosalie Sjöman, Caroline von Knorring i Bertha Valerius, formaven part de l'elit de la seva professió.
Hilda Sjölin es va criar a Malmö amb les seves tres germanes. El 24 de maig 1860 s'anunciava a Malmö que realitzava fotografies sobre paper, i al febrer de 1861, va obrir el seu propi estudi a Västergatan, a la casa on es va criar.
Hilda Sjölin fou ràpidament el "rival competent" de l'altre fotògraf de la ciutat, CM Tillberg, i ja no s'havia d'anunciar. Coneguda per la seva targeta - i la fotografia de retrat, i a partir de 1864 fa fotografies de paisatges de les vistes a la ciutat. Va ser la primera fotògraf a prendre imatges estereogràfiques de Malmö. Va sortir de Malmö l'any 1884, i es va traslladar a Hörby amb la seva germana igualment soltera el 1910.
L'any 1888 la primera dona, Anna Hwass, va arribar a ser membre de la junta directiva de la Societat Fotogràfica. En aquest context Sjölin va ser la més destacada d'aquest grup de dones pioneres en la fotografia a causa de les seves imatges estereogràfiques.
i va ser destacada pel treball realitzat.